# Telefonvorwahl (Italien)
Die Telefonvorwahlnummern in Italien umfassen Vorwahlnummern für das Festnetz und das Mobilnetz sowie Sonderrufnummern, die ohne Vorwahl erreichbar sind. Die Vorwahlnummern werden von der Telecom Italia verwaltet.

## Festnetz
Die Festnetznummern beginnen mit einer führenden Null, die immer mitgewählt wird.
Die Telefonvorwahlnummern des Festnetzes werden von außerhalb Italiens mit der internationalen Telefonvorwahl (Landesvorwahl) +39 und anschließend der Verbindungsnummer inklusive der führenden Null gewählt, z. B. für Rom: 0039 06xx xxx xxx, wobei die beiden führenden Nullen (00) in den meisten Ländern als internationale Verkehrsausscheidungsziffern verwendet werden.

## Mobilnetz
Die Vorwahlnummern des Mobilnetzes haben keine führende Null und beginnen stets mit einer 3, z. B.: 00 39 3xx xxxx xxx.
Die verschiedenen Mobilvorwahlnummern waren einst fest den einzelnen Anbietern zugeteilt. Mit der Möglichkeit der Rufnummermitnahme, die in Italien kostenlos ist und damit häufig Anwendung findet, können die Nummern nicht mehr auf Anhieb einem bestimmten Mobilfunkbetreiber zugeordnet werden. Bei einer neuen Rufnummerausgabe werden folgende Vorwahlen zugeteilt:
- Telecom Italia Mobile (TIM): 330 bis 339 und 360 bis 368
- Vodafone: 340 bis 349
- Wind Tre (inkl. ehemals Wind Telecomunicazioni und Blu): 320 bis 329 und 380 bis 389
  - ehemals: Tre (H3G): 390 bis 393 (gehört seit 1. Januar 2017 zu Wind Tre)
- Iliad: 351.5 bis 351.9

## Zonen

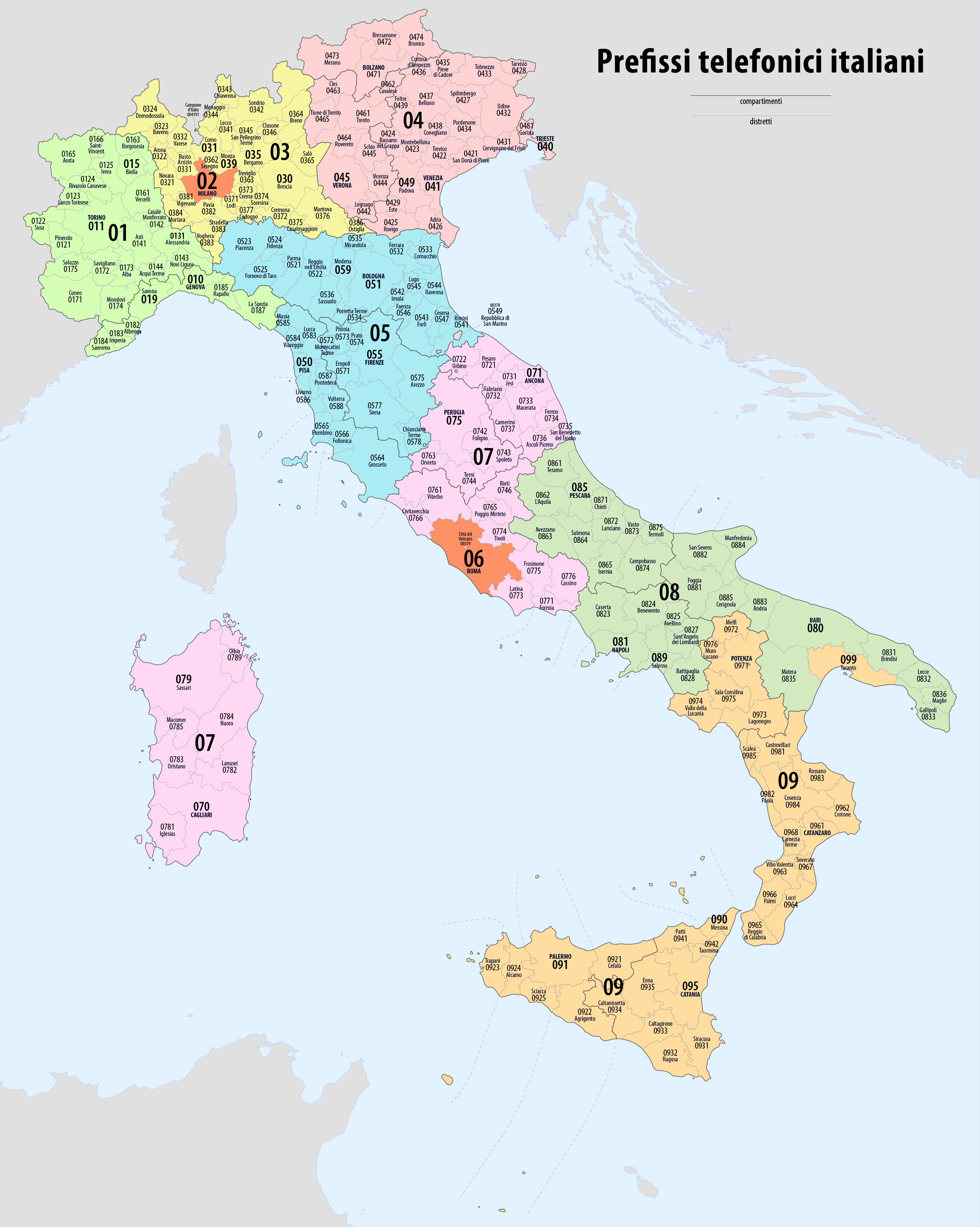
Vorwahlzonen Italiens

- Zone 1 – Ligurien, Piemont und Aostatal

- Zone 2 – Mailand und nähere Umgebung sowie Teile der Provinz Varese und der Provinz Como

- Zone 3 – Östliches Piemont und Rest der Lombardei

- Zone 4 – Friaul-Julisch Venetien, Trentino-Südtirol und Venetien

- Zone 5 – Emilia-Romagna und Toskana

- Zone 6 – Rom, Vatikanstadt und nähere Umgebung sowie Teile der Metropolitanstadt Rom Hauptstadt

- Zone 7 – Marken, Latium, Umbrien und Sardinien

- Zone 8 – Abruzzen, Molise, Kampanien und Apulien

- Zone 9 – Kalabrien, Autonome Region Sizilien, Basilikata, Rest von Apulien